# Rohrmühle (Technik)
Eine Rohrmühle ist eine Mühle mit einem Verhältnis von Länge zu Durchmesser von größer als 5. Mit Rohrmühlen zerkleinert man Material sehr fein, beispielsweise bei der Herstellung von Zement. Als Mahlkörper werden Kugeln, Cylpebs oder Stangen verwendet. Der spezifische Energieverbrauch von Rohrmühlen ist etwa doppelt so hoch wie der von Vertikalmühlen.
Die Vermahlung erfolgt ähnlich wie in der Kugelmühle.